# Osredek pri Podsredi
Osredek pri Podsredi este o localitate din comuna Kozje, Slovenia, cu o populație de 79 de locuitori.